# Martha Cunz
Martha Cunz (Sankt Gallen, 24 februari 1876 - aldaar, 15 mei 1961) was een Zwitserse artieste, lithografe, tekenares en kunstschilderes.

## Biografie
Martha Cunz was een dochter van Carl Andreas, een handelaar, en van Marie Wilhelmine Zollikofer. Haar artistieke opleiding bracht ze door in Dachau bij Adolf Hölzel, in München bij Ernst Neumann en in Parijs. In 1903 was ze medeoprichtster van de verenigingen Graphik in Duitsland en Die Walze in Zwitserland. In 1905 bracht ze haar eerst houtgravures uit. Tot 1914 werkte ze afwisselend in München en Zwitserland, waar ze jaarlijks verbleef in de bergen. Het belang van haar oeuvre ligt vooral in haar veelkleurige houtgravures in Japanse stijl. Met haar werken wist ze bij de dragen tot de heropleving van de grafische kunsten aan het begin van de 20e eeuw.